# Esténos
Esténos település Franciaországban, Haute-Garonne megyében. Lakosainak száma 193 fő (2022. január 1.). Esténos Saléchan, Chaum, Cierp-Gaud és Fronsac községekkel határos.

## Népesség
A település népességének változása:
| Lakosok száma | 225  | 193  | 175  | 184  | 185  | 186  | 187  | 191  | 192  | 193  |
|               | 1968 | 1982 | 1990 | 2006 | 2013 | 2015 | 2017 | 2019 | 2020 | 2022 |